# Territórios disputados do norte do Iraque
- Fronteiras da Região do Curdistão (disputada)

Região do Curdistão
Território incorporado não reconhecido
Outro território reivindicado e controlado
Outro território reivindicado
Restante do Iraque

Os territórios disputados do norte do Iraque são regiões definidas pelo Artigo 140 da Constituição do Iraque como sendo arabizadas durante o governo do Partido Baath no Iraque (1968-2003). A maioria dessas regiões haviam sido habitadas por não-árabes, mais notavelmente por curdos e assírios, e depois foram arabizadas pela transferência e assentamento a essas áreas de tribos árabes.
As áreas em disputa têm sido um foco constante de tensão para árabes e curdos, especialmente desde a invasão estadunidense e da reestruturação política em 2003. Os curdos obtiveram o território ao sul do Curdistão iraquiano, após a invasão liderada pelos Estados Unidos em 2003, recuperando uma área que consideraram historicamente sua.
Atualmente, além das quatro províncias existentes no Curdistão iraquiano (Erbil, Dahuk, Halabja e Sulaymaniyah), os curdos controlam partes da província de Nineveh, da província de Kirkuk, da província de Salah ad Din e da província de Diyala; por outro lado, o governo iraquiano controla outras partes dessas quatro províncias[carece de fontes?], algumas das quais também são reivindicadas pelos curdos. No entanto, durante a ofensiva do Estado Islâmico em 2014, as forças do Curdistão iraquiano também assumiram o controle de muitos dos territórios disputados.

## Tensões entre o Iraque e o Curdistão iraquiano em 2012
As tensões entre o Curdistão iraquiano e o governo central iraquiano escalaram durante 2011-2012 sobre questões de partilha do poder, produção de petróleo e controle territorial. Em abril de 2012, Masoud Barzani, presidente da região semi-autônoma do Curdistão iraquiano, exigiu que as autoridades concordassem com as suas demandas ou enfrentassem uma secessão em setembro de 2012.
Em setembro de 2012, o governo iraquiano ordenou que o Governo Regional do Curdistão transferisse seus poderes dos Peshmerga para o governo central e as relações ficariam ainda mais tensas com a formação de um novo centro de comando (Comando de Operação Tigris) para que as forças iraquianas operassem em uma área disputada sobre a qual tanto Bagdá quanto o Governo Regional do Curdistão reivindicam jurisdição.
Em 16 de novembro de 2012, um confronto militar entre as forças iraquianas e os Peshmerga resultou em uma pessoa morta. A CNN relatou que duas pessoas morreram (uma delas um soldado iraquiano) e dez foram feridas em confrontos na cidade de Tuz Khurmato.
Na noite de 19 de novembro, confrontos entre as forças de segurança do governo central iraquiano e as forças do Governo Regional do Curdistão em Tigrit deixaram doze soldados iraquianos e um civil mortos, de acordo com a agência de notícias Doğan. O confronto começou quando soldados iraquianos tentaram entrar no norte do Iraque; os Peshmargas tentataram impedir que os soldados iraquianos entrassem na área seguindo as ordens de Barzani. Em 25 de novembro, foi relatado que o Curdistão iraquiano enviou reforços para a área disputada, onde suas tropas estão envolvidas em um impasse com o exército iraquiano, apesar dos pedidos em ambos os lados para um diálogo para acalmar a situação.

## Territórios incluídos

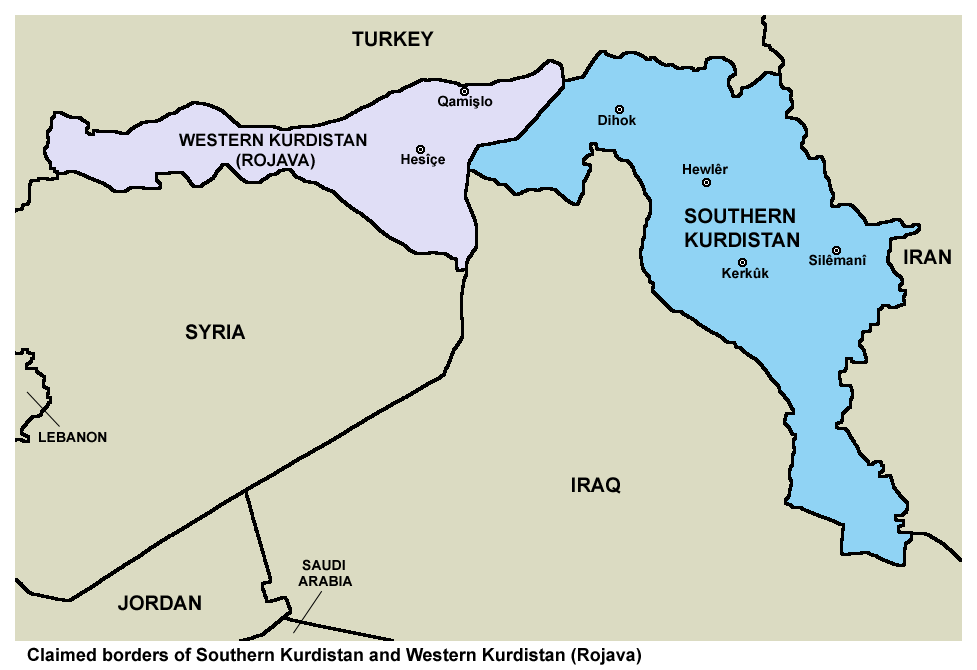
Mapa mostrando as fronteiras reivindicadas do sul do Curdistão

A Comitê para a Implementação do Artigo 140 define os territórios disputados como aquelas áreas arabizadas e cujas fronteiras foram modificadas entre 17 de julho de 1968 e 9 de abril de 2003. Essas áreas incluem partes de quatro províncias dos limites anteriores a 1968.
Um dos principais problemas na tentativa de implementar o Artigo 140 foi uma discrepância na definição de "área disputada". O artigo refere-se apenas a regiões expostas a esse processo de normalização como "Kirkuk e outras áreas em disputa". Em 2003, o negociador curdo Mahmud Othman sugeriu que as áreas de maioria curda abaixo da Linha Verde fossem cedidas ao Governo Regional do Curdistão imediatamente, e as "zonas mistas" deveriam ser questionadas caso a caso. Os sunitas não se mostraram favoráveis aos curdos ganharem territórios adicionais como resultado da invasão estadunidense. Reincorporar os distritos de Kirkuk para refletir os limites de 1975 traria muitos problemas para os iraquianos e provocaria consequências não intencionais.